# Bobby George
Bobby George (ur. 16 grudnia 1945) – profesjonalny angielski darter. Zwany królem darta.
Dwukrotnie wygrywał Grand Masters w 1979 i 1980 i News of the world w 1979 i 1986, a także jednokrotnie WDF Europe Cup w 1984. Dwukrotny finalista mistrzostw świata w darts. W 1980 roku w finale uległ Ericowi Bristowowi, a w 1994 roku Johnowi Partowi.
W 2006 wziął udział w programie pseudonaukowym pt. Brainiac w kolejnych rundach gry "Brainiacowe rzutki" gdzie rywalizował z jednym z Brainiaców. 